# Джон Гартсон
Джон Гартсон (англ. John Hartson, нар. 5 квітня 1975, Свонсі) — колишній нападник збірної Уельсу, на клубному рівні відомий за виступами за лондонський «Арсенал» і шотландський «Селтік». За збірну Уельсу провів 51 гру, в яких забив 14 м'ячів.
На полі Джон відрізнявся своїм стилем гри. Нестачу майстерності він компенсував ретельністю і величезним бажанням перемогти. Завдяки великій вазі, він міг легко укрити м'яч від захисників і видати гольовий пас на партнера. Також він часто грав на позиції класичного центрофорварда, на якій забив більшу частину своїх м'ячів.

## Біографія
Гартсон зростав неподалік Суонсі. Його батько, Сиріл Гартсон, грав в команді «Лланеллі» в 70-х. Джон почав свою кар'єру в 1992 році в «Лутон Таун», а пізніше був гравцем інших англійських клубів: «Арсенал», «Вест Гем», «Вімблдону» і «Ковентрі Сіті» до переходу в щотландський «Селтік» за  £6 мільйонів в 2001 році, будучи одним з найефективніших нападників на Британських островах.
З «Селтіком» Гартсон тричі вигравав чемпіонат Шотландії, Кубок Шотландії — двічі, також грав у фіналі Кубка УЄФА в 2003 році, програвши «Порту» 2:3. У березні 2004 року він вибув до кінця сезону через травму спини. У 2005 році Джон був визнаний гравцем року в Шотландії. 5 квітня 2006 року, в день свого 31-річчя, він забив переможний гол у ворота «Гартс», завдяки чому «Селтік» за 6 турів до закінчення чемпіонату став переможцем прем'єр-ліги Шотландії. Влітку 2006 року Гартсон переїхав до «Вест Бромвіча». ВБА розірвали контракт з ним на початку лютого 2008 року, після чого Джон закінчив свою кар'єру у віці 33 років.

## Титули і досягнення
- Чемпіонат Шотландії
  - Чемпіон (3): 2001-02, 2003-04, 2005-06
- Кубок Шотландії
  - Володар (2): 2003-04, 2004-05
- Кубок шотландської ліги:
  - Володар (1): 2005-06
- Кубок володарів кубків
  - Фіналіст (1): 1994-95
- Кубок УЄФА
  - Фіналіст (1): 2002-03